# Diabolik, Genius of Crime
Diabolik, Genius of Crime è un album in studio di Graziano Romani ispirato ai personaggi ed alle atmosfere del fumetto Diabolik.
Oltre a dieci brani dello stesso Romani, contiene la reinterpretazione di tre pezzi composti da Ennio Morricone per la colonna sonora del film Diabolik.
Il disco è stato pubblicato da Panini Comics nel maggio 2016, assieme ad uno speciale albo allegato.
La copertina è costituita da un disegno inedito, appositamente realizzato da Giuseppe Palumbo.

## Tracce
1. Diabolik Hail Hail
2. Genius of Crime
3. Deep Down
4. King's Island
5. Song for Eva
6. Greetings from Clerville
7. Black Jaguar
8. Ginko
9. Sweet Eva Kant
10. Diabolikally
11. Valmont's Go-Go Pad
12. Genius of Crime Reprise
13. Deep Down (Italian Version)

## Formazione
- Graziano Romani - voce, chitarra acustica, chitarra elettrica, flauto traverso, cori, armonica a bocca
- Franco Borghi - pianoforte, organo, tastiere
- Max Marmiroli - sax, percussioni
- Erik Montanari - chitarra acustica
- Michele Smiraglio - basso
- Francesco Micalizzi - batteria